# Sông Łeba
```
Łeba
 (
tiếng Đức
: 
Leba
), một con sông ở Middle Pomerania (
Ba Lan
), bắt nguồn gần làng Borzestowo phía tây 
Kartuzy
, đi qua hồ Łebsko và đổ ra 
biển Baltic
. Nó có chiều dài 117
 
km với diện tích lưu vực là 1.801 
 
 km².
```

Thị trấn Lębork nằm bên sông Łeba, trong khi thị trấn Łeba trên bờ biển Baltic, ban đầu nằm ở phía tây cửa sông ngày nay.
Trong thế kỷ 12, Łeba thấp đánh dấu biên giới phía đông của đất của Słupsk-Slawno, cai trị bởi các Pomeranian (Griffin) tước Ratibor I và con cháu của mình, trong khi lãnh thổ xung quanh castellany của Białogarda là một thuộc địa của Pomerelian tước Sobieslaw I của triều đại Samborides. Sau khi Ba Lan giành lại Pomerelia vào năm 1294, Łeba đã hình thành ranh giới giữa phần Ba Lan của Pomerania và Lãnh địa Pomerania. Từ năm 1308, sau khi Teutonic tiếp quản Danzig (Gdańsk) và Hiệp ước Soldin (Myślibórz), dòng sông đã hình thành biên giới phía tây của vùng đất Pomerelian của Order với lãnh địa Pomerania cho đến năm 1466, khi Ba Lan giành lại Pomerelia. Từ thời điểm đó, cửa sông Łeba trên bờ biển Baltic đã đánh dấu điểm cực đông bắc của Đế chế La Mã thần thánh cho đến khi giải thể vào năm 1806. Vùng đất Pomerelian liền kề Lauenburg và Bütow (Lębork i Bytów) đã trở thành một nỗi sợ hãi của Polish Crown với Hòa bình thứ hai (1466).